# Thaíssa Presti
Thaíssa Barbosa Presti de Lima (São Paulo, 7 de novembro de 1985) é uma educadora física e velocista brasileira.

## Biografia

### Primeiros anos e formação acadêmica
Filha do ex-ponta-esquerda Zé Sérgio, que defendeu o São Paulo e a Seleção Brasileira de Futebol nos anos 1970 e 1980 e prima em segundo grau do ex-meio-campista Roberto Rivellino, tricampeão do mundo em 1970. Thaíssa, nasceu na cidade de São Paulo, capital do estado, no ano de 1985.
Entre os dois e dez anos de idade residiu no Japão, acompanhando o trabalho de seu pai, onde deu início aos estudos. Nas aulas de educação física em Kashiwa conheceu o atletismo, logo participando de competições de corrida. Retornou ao Brasil em 1995, estudando no Colégio Visconde de Porto Seguro, onde passou a competir pela instituição, e depois representando a cidade de Valinhos.
Formou-se no curso de educação física pela Pontifícia Universidade Católica de Campinas (PUC-Campinas), no ano de 2007.

### Carreira
Integrou a delegação brasileira nos Jogos Pan-Americanos de 2007, realizados no Rio de Janeiro, onde ficou em sexto no revezamento 4 x 100 metros e caiu na semifinal dos 200 metros rasos. No mesmo ano, participou do Campeonato Mundial de Atletismo de 2007, sediado em Osaka, no Japão. No revezamento 4x100 m feminino, na equipe formada por Thaíssa, Tathiana, Lucimar e Luciana, o Brasil ficou em décimo quinto lugar na fase classificatória, não avançado para final.
Nos Jogos Olímpicos de Verão de 2008, realizados em Pequim, na China, participou do selecionado brasileiro para competição. Competiu no revezamento 4x100 metros, juntamente com Lucimar Moura, Rosemar Coelho Neto e Rosângela Santos. Na primeira rodada ficou em terceiro, atrás da Bélgica e Grã-Bretanha, mas na frente da Nigéria. O tempo geral de 43s38 foi o quinto entre as dezesseis nações participantes. Com esse resultado se classificou para a final, em que foi a segunda na equipe que correu o tempo de 43s14, ficando em quarto lugar, atrás da Nigéria, e assim perdendo a medalha de bronze por 0,10 segundos. Porém, em 2016, o Comitê Olímpico Internacional (COI) retirou o ouro do revezamento da Rússia, por causa de doping de uma das integrantes. Com isso, o time brasileiro tornou-se o vencedor da medalha de bronze. Em entrevista a revista Época, afirmou que apesar do reconhecimento tardio, "o dia do pódio não volta" e lembrou que chorou muito em 2008, por não ter conquistado a medalha, e que se tivesse ido ao pódio, teria ganho prêmio de R$500 mil. As medalhas foram entregues em 2017 durante o Prêmio Brasil Olímpico.
Defendeu o Brasil no Campeonato Mundial de Atletismo de 2009, realizado em Berlim, na Alemanha. Na prova de revezamento de 4 X 100 m, juntamente com Rosemar, Lucimar e Vanda, alcançaram o quinto lugar na final. Em 2015, participou do Mundial de Revezamentos que aconteceu em Bahamas.
Em 2016, não tendo conseguido índice para a Olimpíada do Rio e já tendo a notícia que herdaria a medalha, decidiu se aposentar e criar família. Teve um filho e se tornou diretora técnica e segunda vice-presidente da Federação Paulista de Atletismo, e membro da comissão de atletas da Confederação Brasileira de Atletismo.